# Johnius trewavasae
Johnius trewavasae es una especie de pez de la familia Sciaenidae en el orden de los Perciformes.

## Morfología
• Los machos pueden llegar alcanzar los 15 cm de longitud total.

## Hábitat
Es un pez de clima tropical y bentopelágico que vive hasta los 40 m de profundidad.

## Distribución geográfica
Se encuentra en el Pacífico occidental: Taiwán, Hong Kong, Shanghái y Singapur.

## Observaciones
Es inofensivo para los humanos.